# Kurd Pieritz

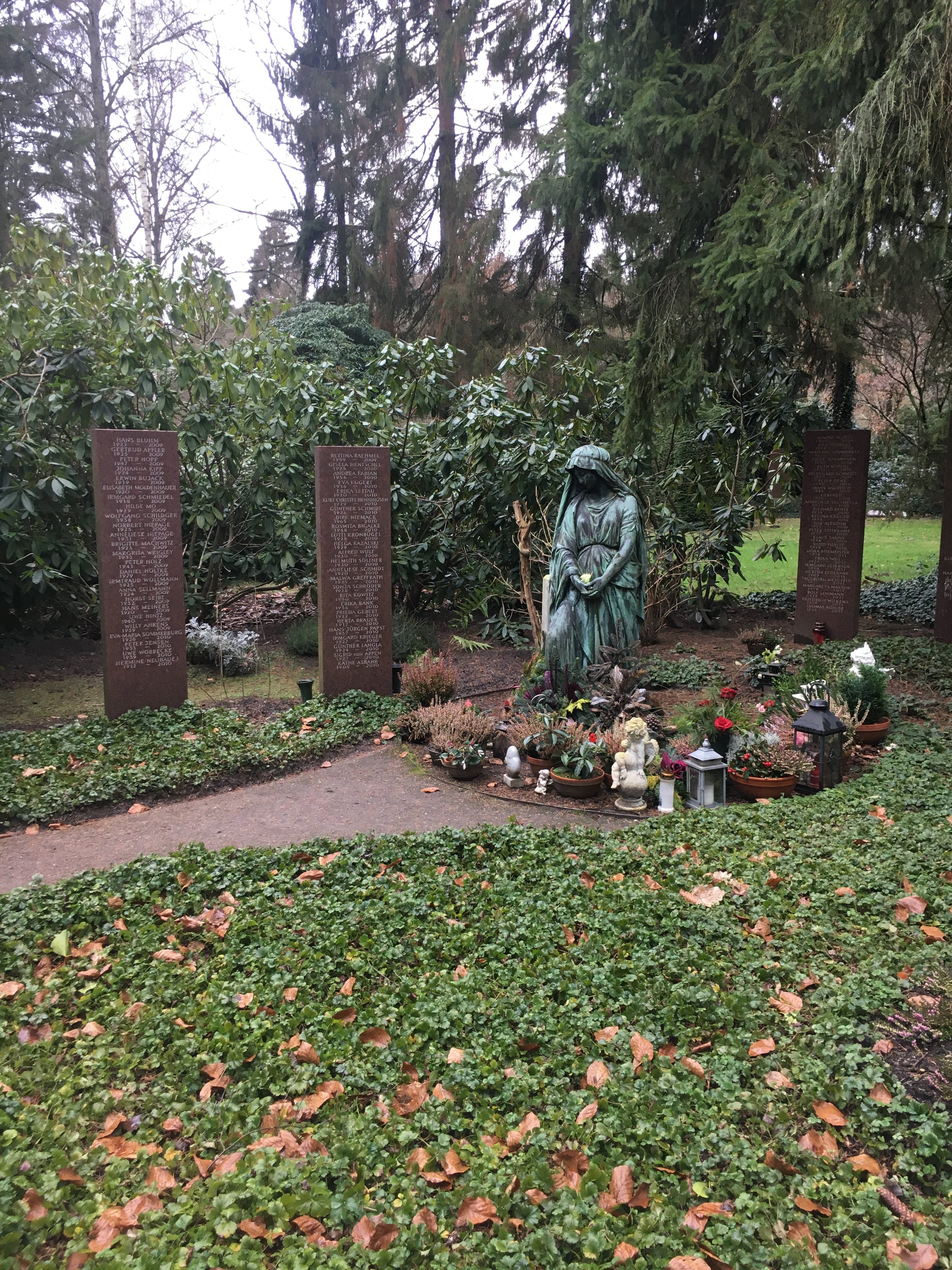
Grabstätte Kurd Pieritz auf dem Friedhof Ohlsdorf mit Inschrift auf der rechten Säule Mitte

Kurd Rudolf Pieritz, auch Curd Pieritz und Kurt Pieritz (* 26. Juni 1918 in Greifswald; † 25. Dezember 2010 in Hamburg) war ein deutscher Schauspieler.

## Leben
Der Sohn eines Kaufmanns wuchs in Stralsund auf und machte dort sein Abitur. Er wollte Schauspieler werden und erhielt eine Empfehlung von Staatsschauspieler Theodor Loos, doch bei Ausbruch des Zweiten Weltkriegs wurde er Kriegsteilnehmer. Nach der Heimkehr aus der Kriegsgefangenschaft ging Kurd Pieritz nach Düsseldorf, wo er 1949 ein Stipendium an der Schauspielschule des Düsseldorfer Schauspielhauses unter Gustaf Gründgens erhielt. 1950 gab er sein Debüt in Rheydt, weitere Stationen seiner Laufbahn waren Würzburg, Braunschweig, Wiesbaden und Darmstadt. Seit 1960 lebte er als freischaffender Schauspieler in West-Berlin.
Seinen ersten Filmauftritt hatte Pieritz im Jahr 1957, 1958 spielte er in dem DEFA-Kriegsfilm Geschwader Fledermaus den Chefpiloten Mitch Bryk. In den folgenden zehn Jahren wurde Pieritz zu einem gefragten Nebendarsteller in Film und Fernsehen. Gern wurde er in Kriminalfilmen, darunter Produktionen der Dr. Mabuse- und besonders oft der Edgar Wallace-Reihen eingesetzt, so etwa als Wissenschaftler Dr. Bardorf in Die unsichtbaren Krallen des Dr. Mabuse (1962) an der Seite von Lex Barker, Karin Dor und Rudolf Fernau, als mysteriöser Lehrer D'Arol in Der unheimliche Mönch (1965) neben Karin Dor und Ilse Steppat sowie als Krimineller Baldwin in Der Hund von Blackwood Castle (1968) mit Karin Baal und Heinz Drache. Nach dem Abebben der Kriminalfilmwelle spielte Pieritz in einigen Komödien mit, so Dr. med. Fabian (1969) oder Die Herren mit der weißen Weste (1970) jeweils an der Seite von Martin Held. Hier wurde er als Autoritätsfigur, etwa als Staatsanwalt oder Arzt besetzt.
Seit Mitte der 1960er-Jahre war Kurd Pieritz auch im Fernsehen zu sehen, zunächst in Episoden bekannter Serien wie Die fünfte Kolonne oder Intercontinental Express. Regelmäßig wurde er zudem mit wichtigen Rollen in anspruchsvollen Dokumentarspielen betraut. Im Fokus dieser Produktionen stand fast immer die deutsche Geschichte. Am prominentesten ist Pieritz' Auftritt als Mörder von Ernst Röhm, SS-Obergruppenführer Theodor Eicke, in Der Röhm-Putsch. Er war mehrfach als Reichspräsident Friedrich Ebert zu sehen und spielte hohe (Militär-)Funktionäre in Fernsehfilmen zur Kieler Marinemeuterei oder zum Militärwiderstand gegen Hitler.
1972 zog Pieritz nach Hamburg und war fortan ausschließlich in Fernsehfilmen und einzelnen Episoden norddeutscher Serien zu sehen, darunter Kleinstadtbahnhof, Hamburg Transit, Sonderdezernat K1, Der Fuchs von Övelgönne und Kreisbrandmeister Felix Martin. Zum Ende seiner Karriere hin war er auch bei Vorsicht, Falle! mit Eduard Zimmermann vertreten. Seit den späten 1970er-Jahren wurden seine Auftritte rar; seit 1984 sind keine Arbeiten mehr verzeichnet.
Kurd Pieritz, der sich auch als Maler und Zeichner einen Namen machte, lebte bis zu seinem Tod in Hamburg. Er starb am 25. Dezember 2010 im Alter von 92 Jahren und wurde auf dem Friedhof Ohlsdorf im Planquadrat P 28 beigesetzt. Die Gemeinschaftsgrabstätte befindet sich unweit des Gartens der Frauen.

## Filmografie (Auswahl)
- 1957: Einmal eine große Dame sein
- 1958: Geschwader Fledermaus
- 1960: Strafbataillon 999
- 1960: Division Brandenburg
- 1961: Der Transport
- 1961: Unter Ausschluß der Öffentlichkeit
- 1961: Auf Wiedersehen
- 1962: Die unsichtbaren Krallen des Dr. Mabuse
- 1962: Jedermannstraße 11
- 1963: Privatdetektiv Harry Holl (Serie)
- 1963: Der schwarze Abt
- 1964: Zimmer 13
- 1964: Abenteuerliche Geschichten (Serie) – Folge: Die Dschungelnacht
- 1964: Der Fall Jakubowski – Rekonstruktion eines Justizirrtums
- 1964: Das Ungeheuer von London-City
- 1964: Der Hexer
- 1964: Die Gruft mit dem Rätselschloß
- 1965: Der unheimliche Mönch
- 1965: Die fünfte Kolonne (Serie) – Folge: Ein Mann namens Pavlow
- 1965: Bernhard Lichtenberg
- 1965: Mordnacht in Manhattan
- 1965: Willkommen in Altamont
- 1966: Intercontinental Express (Serie) – Folge: Reise an die Grenze
- 1966: Gewagtes Spiel (Serie) – Folge: Der Pechvogel
- 1966: Rasputin
- 1967: Anastasia
- 1967: Bürgerkrieg in Rußland (Fernseh-Fünfteiler)
- 1967: Liebesnächte in der Taiga
- 1967: Der Zündholzkönig – Der Fall Ivar Kreuger
- 1967: Der Röhm-Putsch
- 1967: Flucht über die Ostsee
- 1967: Der Hund von Blackwood Castle
- 1968: Sir Roger Casement (Fernseh-Zweiteiler)
- 1968: Das Ferienschiff (Serie)
- 1968: Die fünfte Kolonne (Serie) – Sonnenblumenweg 7
- 1969: Friedrich Ebert – Geburt einer Republik
- 1969: Friedrich Ebert – Schicksalsjahre einer Republik
- 1969: Marinemeuterei 1917
- 1969: Der Mann mit dem Glasauge
- 1969: Kim Philby war der dritte Mann (Fernsehfilm)
- 1969: Dr. med. Fabian – Lachen ist die beste Medizin
- 1970: Maximilian von Mexiko (Fernsehfilm)
- 1970: Polizeifunk ruft: Vor der Verjährung
- 1970: Die Herren mit der weißen Weste
- 1970: Der Hitler-Ludendorff-Prozeß
- 1971: Hurra, wir sind mal wieder Junggesellen!
- 1971: Preußen über alles… (Mehrteiler)
- 1972: Tatort: Rattennest
- 1972: Gefährliche Streiche (Serie)
- 1972: Der Fall Opa
- 1972: Mandala
- 1973: Hamburg Transit: Der Gepäckschein
- 1973: Die Kriminalerzählung (Serie)
- 1974: Hamburg Transit – Awuku
- 1975: Die unfreiwilligen Reisen des Moritz August Benjowski (Mehrteiler)
- 1978: Diener und andere Herren
- 1978: Kommissariat 9: Der Zapfhahn
- 1980: Grenzfälle
- 1981: Der Fuchs von Övelgönne (Serie, 9 Folgen)
- 1983: Der blinde Richter (Serie)